# Multiplikativ (kasus)
Multiplikativ betegner i grammatik en kasus, der anvendes ved multiplikativtal (taladverbier), der angiver hvor mange gange (en gang, to gange, tre gange, fire gange osv.) noget forekommer.
Multiplikativ findes bl.a. i ungarsk. I finsk er multiplikativ en adverbialkasus, der ikke er produktiv. 